# Križanče (żupania krapińsko-zagorska)
Križanče – wieś w Chorwacji, w żupanii krapińsko-zagorskiej, w gminie Bedekovčina. W 2011 roku liczyła 141 mieszkańców.